# Mercedes-Benz M150
Il Mercedes-Benz M150 (o Daimler-Benz M150) è stato un motore a scoppio prodotto dal 1938 al 1944 dalla Casa automobilistica tedesca Daimler-Benz per il suo marchio automobilistico Mercedes-Benz.

## Caratteristica

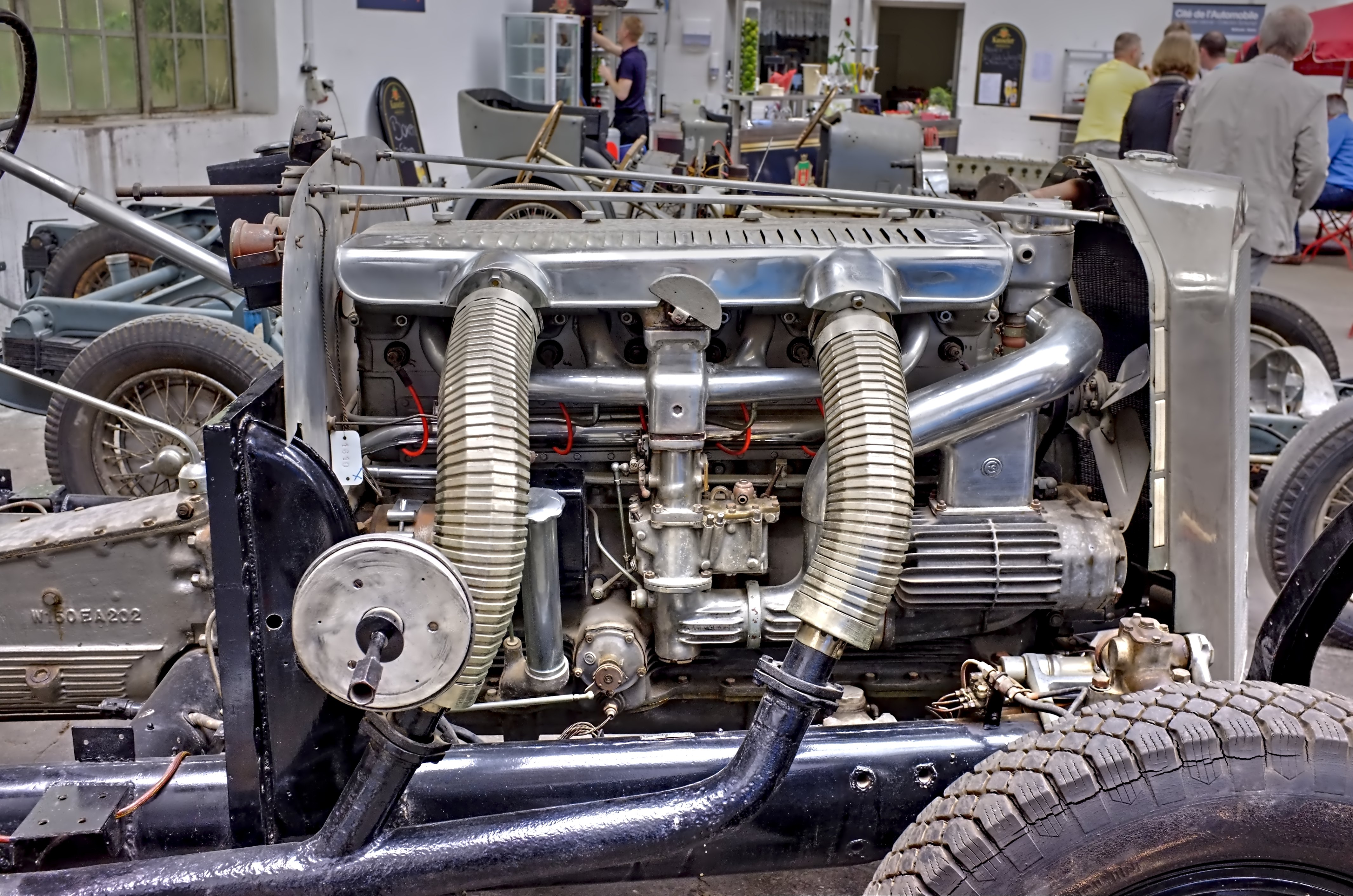
Il motore M150

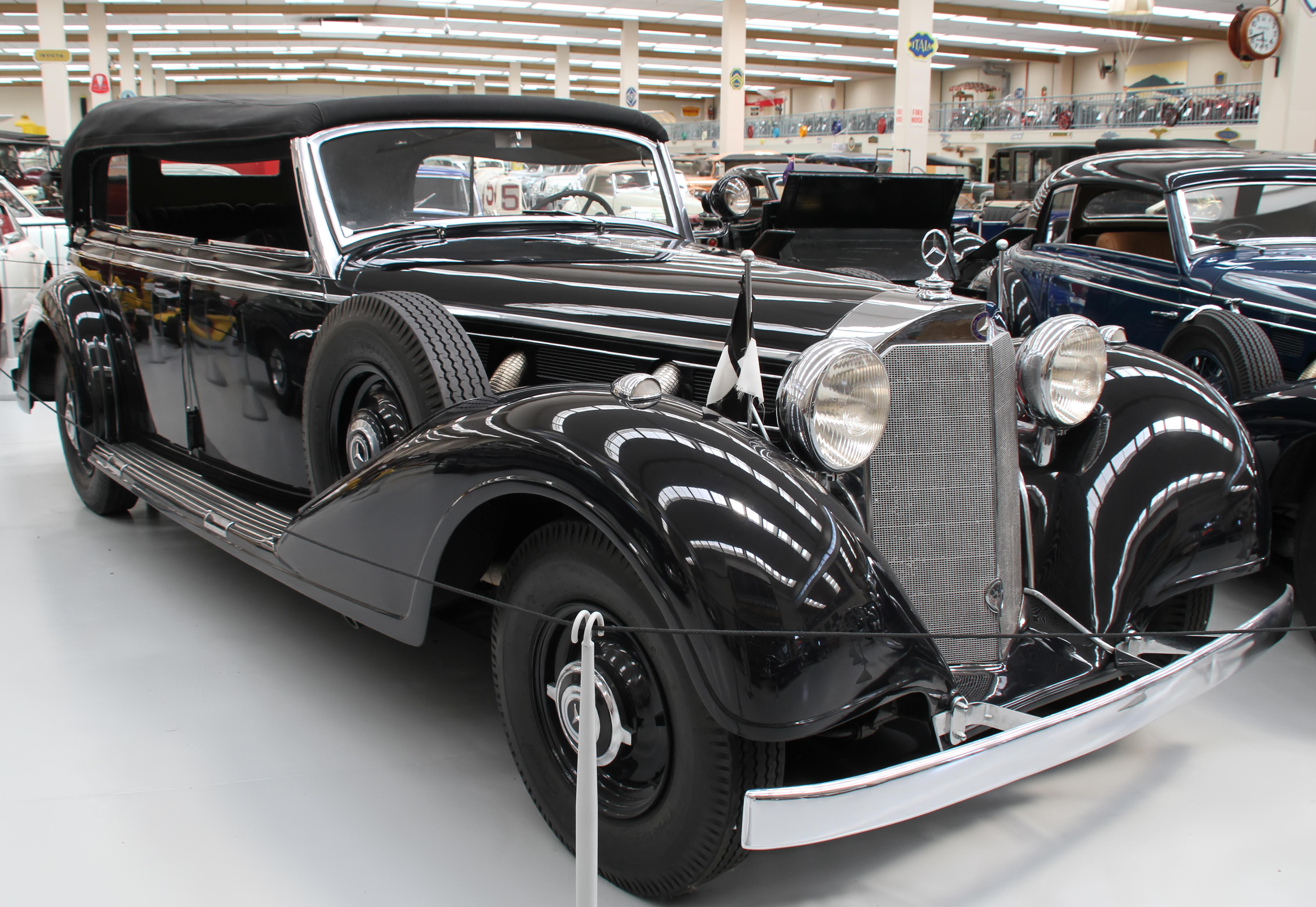
Una della ultime Mercedes-Benz 770K, dotate di motore M150

Questo motore è andato a sostituire l'unità motrice M07, della quale apparentemente sembra solo una evoluzione con poche modifiche di dettaglio. In realtà, pur essendo imparentato con quest'ultimo, il motore M150 è frutto di un progetto nuovo e le novità sono più numerose di quanto sembri.

Di seguito vengono riportate le caratteristiche di questo nuovo motore:
- architettura ad 8 cilindri in linea;
- basamento e testata in lega di alluminio;
- monoblocco di tipo sottoquadro;
- alesaggio e corsa: 95x135 mm;
- cilindrata: 7665 cm³;
- testata a due valvole per cilindro;
- distribuzione a valvole in testa con un albero a camme laterale;
- rapporto di compressione: 6.1:1;
- sovralimentazione con compressore volumetrico;
- potenza massima: 155 CV a 2800 giri/min (235 CV con compressore inserito).

Novità assoluta è quindi l'impiego di lega leggera per il motore. Cambia anche il rapporto di compressione, più alto.

Il motore M150 è stato montato sotto il cofano delle Mercedes-Benz 770 prodotte dal 1938 al 1944.
Di questo motore è esistita una variante più potente, con doppio compressore e rapporto di compressione portato a 7.2:1, il quale è stato destinato alle versioni blindate della Mercedes-Benz 770K. Tale propulsore raggiungeva una potenza massima di ben 405 CV.